# Ḩasanābād-e Fashāfūyeh
Ḩasanābād-e Fashāfūyeh (persiska: حَسَن آباد, Ḩasanābād, حسن آباد فشافویه) är en ort i Iran.   Den ligger i provinsen Teheran, i den centrala delen av landet, 40 km söder om huvudstaden Teheran. Ḩasanābād-e Fashāfūyeh ligger 964 meter över havet och antalet invånare är 20 451.
Terrängen runt Ḩasanābād-e Fashāfūyeh är platt åt sydväst, men åt nordost är den kuperad.Runt Ḩasanābād-e Fashāfūyeh är det tätbefolkat, med 276 invånare per kvadratkilometer. Närmaste större samhälle är Robāţ Karīm, 19,1 km nordväst om Ḩasanābād-e Fashāfūyeh. Trakten runt Ḩasanābād-e Fashāfūyeh är ofruktbar med lite eller ingen växtlighet.